# پیر دوکروک
پیر دوکروک (انگلیسی: Pierre Ducrocq؛ زادهٔ ۱۸ دسامبر ۱۹۷۶) بازیکن فوتبال اهل فرانسه است.
از باشگاه‌هایی که در آن بازی کرده‌است می‌توان به باشگاه فوتبال پاری سن ژرمن، باشگاه فوتبال استراسبورگ، باشگاه فوتبال لو آور، و باشگاه فوتبال دربی کانتی اشاره کرد.
وی همچنین در تیم ملی فوتبال France U16 بازی کرده‌است.